# Sandra Hermida Muñiz
Sandra Hermida Muñiz (Madrid, 22 de juliol de 1972) és una directora de producció i productora de cinema espanyola. Ha produït més de 30 pel·lícules nacionals i internacionals, com ara El alquimista impaciente (2002), L'orfenat (2007), The Impossible (2012) i Un monstre em ve a veure (2016).

## Trajectòria
Llicenciada en Imatge i So per la Universitat Complutense de Madrid, Hermida va començar la seva carrera cinematogràfica l'any 1998 com a regidora en la pel·lícula La primera noche de mi vida, del director Miguel Albaladejo. En 2000, va treballar com a cap de producció en la pel·lícula El otro barrio, dirigida per Salvador García.
Ha estat directora de producció en nombroses pel·lícules com El alquimista impaciente de Patricia Ferreira, El orfanato, Lo imposible i Un monstruo viene a verme, del director Juan Antonio Bayona. Entre les seves pel·lícules, podem trobar nombrosos títols com Marrowbone, No llores, vuela, Carmina y amén, La torre de Suso, Retorno a Hansala, Dieta mediterránea, Spanish movie i Biutiful.
A més, Hermida és cofundadora i directora de Colosé Produccions que va muntar en 2004 amb l'ajudant d'adreça Javier Soto. Algunes de les pel·lícules produïdes per la seva empresa són: 9 días en Haití, curt documental d'Oxfam Intermón, I hate New York i Mirage.

## Filmografia
| Any  | Pel·lícula                | Treball                |
| ---- | ------------------------- | ---------------------- |
| 2006 | La noche de los girasoles | Directora de producció |
| 2007 | L'orfenat                 | Directora de producció |

| Any  | Pel·lícula                     | Treball              |
| ---- | ------------------------------ | -------------------- |
| 2018 | Mirage                         | Productora executiva |
| 2018 | I hate New York                | Productora           |
| 2017 | El secreto de Marrowbone       | Productora executiva |
| 2016 | Contratiempo                   | Productora           |
| 2016 | Un monstre em ve a veure       | Coproductora         |
| 2016 | Petrona                        | Productora executiva |
| 2015 | 9 días en Haití                | Productora executiva |
| 2014 | Autómata                       | Productora           |
| 2014 | Carmina y amén                 | Productora executiva |
| 2014 | No llores, vuela               | Productora executiva |
| 2012 | The Impossible                 | Productora executiva |
| 2012 | El escondite                   | Productora           |
| 2011 | Promoción fantasma             | Productora           |
| 2011 | Entrevista                     | Productora           |
| 2010 | Biutiful                       | Coproductora         |
| 2009 | Spanish movie                  | Productora           |
| 2009 | Garbo: el espía                | Productora executiva |
| 2008 | No se preocupe                 | Productora           |
| 2008 | Retorno a Hansala              | Productora           |
| 2008 | Las manos del pianista         | Productora           |
| 2008 | Dieta mediterránea             | Productora ejecutivo |
| 2007 | La torre de Suso               | Productora           |
| 2007 | L'orfenat                      | Productora executiva |
| 2006 | Va a ser que nadie es perfecto | Productora           |
| 2006 | La noche de los girasoles      | Productora           |
| 2006 | Amor en defensa propia         | Productora           |
| 2004 | Hipnos                         | Productora           |
| 2003 | Las voces de la noche          | Productora           |
| 2003 | Los abajo firmantes            | Productora           |
| 2002 | El alquimista impaciente       | Productora           |
| 1999 | Famosos y familia              | Productora           |

## Premis
En 2010, Hermida va guanyar el premi Goya a la millor pel·lícula documental per Garbo: el espía. Posteriorment, va aconseguir altres tres premis Goya a la Millor Direcció de Producció per L'orfenat, The Impossible i Un monstre em ve a veure. El 2013, va guanyar el premi "Outstanding Supporting Visual Effects in a Feature Motion Picture" de la Visual Effects Society per The Imposible. El 2017 va guanyar el Gaudí a la millor direcció de producció per Un monstre em ve a veure.
|      | Categoria                    | Pel·lícula               | Resultat   |
| ---- | ---------------------------- | ------------------------ | ---------- |
| 2016 | Millor Direcció de Producció | Un monstre em ve a veure | Guanyadora |
| 2012 | Millor Direcció de Producció | The Impossible           | Guanyadora |
| 2007 | Millor Direcció de Producció | L'orfenat                | Guanyadora |